# 柳家小はん
柳家 小はん（やなぎや こはん）は、落語の名跡。現在は空き名跡。
- 初代柳家小はん
- 柳家小はん - 後∶桂文慶

## 初代
初代柳家 小はん（1873年 - 1953年2月6日）は、落語家。

### 経歴
第一高等学校大学予科第二部学科を経て、1899年に東京帝国大学工科大学機械工学科を卒業。
三代目柳家小さんに入門。当時の名は不明。1911年に柳家小太郎となるがその後何らかの理由で上方に出向き柳家さん喬を名乗り大八会の寄席に出演する。
そののち小さんが来阪し三友派に出演の際に初代三遊亭右女助の口利きで詫びを入れたさん喬は小さんの前で一席やって認めてもらう。小さんはさん喬に柳家小はんを名乗らせ、一切の費用を小さんが工面し独演会を催させた。
関東大震災後、東京に戻り1924年11月上席に当時小さんの持ち席だった四谷青柳亭で真打披露を行った。
1925年には落語革新派を三代目三遊亭圓楽、四代目柳家小山三らと結成。のちに革新派は解散する。
戦後1947年の日本芸術協会の連名に名を連ねている。

### 人物
上方のネタ「打飼盗人」「住吉駕籠」を東京で「夏どろ」「蜘蛛駕籠」として演じて人気を博した。八代目雷門助六や五代目柳家小さんにいくつかネタを稽古を付けたという。
実子は銀行家の鶴見正彦でその妻は岩倉具明の娘。

## 2代目
二代目 柳家 小はん（やなぎや こはん、1941年12月18日 - 2022年4月25日）は、東京都足立区出身の落語家。本名∶渡辺 研三。出囃子は『並木駒形』。

### 経歴
東京都立上野高校卒業後1960年3月、三代目桂三木助に入門し「桂木久弥」で初高座を踏むが翌年3月に師匠三木助が死去したため五代目柳家小さん門下に移籍し、「柳家さん弥」に改名。
1963年10月に二ツ目昇進。
1973年9月に林家木久蔵、三遊亭好生、桂文平、四代目三遊亭歌笑、三遊亭生之助、橘家三蔵、柳家小きん、三遊亭歌雀、柳家さん弥、金原亭桂太の十人で真打昇進。1975年3月に二代目柳家小はんを襲名した。
2020年3月19日の池袋演芸場が定席最後の出演となる。2022年4月25日14時30分、膵臓がんのため、死去。80歳没。

### 芸歴
- 1960年 - 三代目桂三木助に入門、前座名「木久弥」。
- 1961年 - 師匠三木助死去に伴い、五代目柳家小さん門下へ移籍し「さん弥」と改名。
- 1963年10月 - 二ツ目昇進。
- 1973年 - 真打昇進。
- 1975年 - 「二代目柳家小はん」を襲名。
- 2022年4月 - 死去。

### 人物
日舞・花柳流、小唄・春日流、新内節・岡本派、茶道・江戸千家などの余芸も一品。
古今亭菊龍によく稽古をつけた。
趣味は気功。